# Gall and Golf
Gall and Golf est un film muet américain réalisé par Larry Semon, sorti en 1917.

## Fiche technique
- Titre : Gall and Golf
- Réalisation : Larry Semon
- Scénario : Larry Semon, C. Graham Baker
- Société de production : Vitagraph Company
- Société de distribution : Vitagraph Company
- Pays d'origine :  États-Unis
- Langue : titres en anglais
- Format : Noir et blanc - 35 mm - 1,33:1  -  Muet
- Genre : comédie
- Longueur : 1 bobine
- Date de sortie : 
  - États-Unis : 3 septembre 1917

## Distribution
- Larry Semon
- Florence Curtis
- Earl Montgomery
- Templar Saxe
- Pietro Aramondo